# (7036) 1995 BH3
(7036) 1995 BH3 là một tiểu hành tinh vành đai chính. Nó được phát hiện bởi Yoshisada Shimizu và Takeshi Urata ở Đài thiên văn Nachi-Katsuura ở Nachikatsuura, Wakayama Prefecture, Nhật Bản, ngày 29 tháng 1 năm 1995.